# 厳嶋神社 (新宿区)
厳嶋神社（いつくしまじんじゃ）は、東京都新宿区余丁町にある神社である。祭神は市杵島姫命だが、これが仏教の弁才天と習合したため、新宿山ノ手七福神の弁財天を祀る神社として知られる。通称は抜弁天（ぬけべんてん）。
当社にちなんで、付近の通りは抜弁天通りと称される。

## 歴史
1086年（応徳3年）、鎮守府将軍・源義家（八幡太郎）が後三年の役（1083年～1087年）で奥州平定に向かう途中ここに宿営した。この地はこの地域で最も高い場所であり、かつては富士山もよく見えたようで、この時、義家も遠く富士山を望み、さらにその先、安芸に鎮座する厳島神社に戦勝を祈願した。
そして義家は奥州平定を成し遂げ、その帰途、戦勝のお礼のためこの地に神社を建立し、厳島神社を勧請したと伝えられる。
義家がこの地に立ち寄り祈願して苦難を切り抜けたという伝説と、また境内参道が南北に通り抜けできることから「抜弁天」ともいわれ、江戸の六弁天に数えられる。
江戸時代には稲荷神社もあり、徳川綱吉による生類憐れみの令により付近に野犬のための2万5千坪の犬小屋が設置されていた。

## 所在地
- 東京都新宿区余丁町8-5
  - 都営地下鉄大江戸線「東新宿」、都営バス「抜弁天」下車